# ヌンチャク (バンド)
ヌンチャクは、日本のハードコア・パンクバンド。
千葉県柏市にて1993年結成、1998年解散。

## 概要
「KCHC(KASHIWA CITY HARD CORE)」というフレーズを引っ提げ、地元柏を中心に90年代前半から後半にかけて活動した。
上記の「KCHC」のフレーズが示す通り、地元柏に対する意識が強かったことでも知られる。特に、初ライブの場所でもある柏ALIVEに対しては顕著で、解散ライブや、2007年と2022年に行われた再結成ライブも柏ALIVEにて行われた。また、『窒息NIGHT』という企画を定期的に柏ALIVEにて開催していた。
そのような地元意識はヌンチャクの楽曲の特徴的な一側面でもあり、2ndアルバム以降は「都部」（我孫子市の町名）、「ヤングボウル」（柏市内にあるボウリング場）、「常磐線」、「手賀沼」といった、柏やその周辺地域にまつわるワードが歌詞の中に散見される。
デビューアルバム『ヌンチャク』はオリコンのインディーズチャートで1位となり1997年にはAiRJAMに出演した。。
セカンドアルバム『ヌンチャクラ』は自前の機材を使用している。
2007年と2022年に再結成ライブを行っている。

## 略歴
- 1993年　千葉県柏市にて結成。
- 1994年　4月、ドラムの飯泉良平が加入。
- 1995年　1stアルバム『NUNCHAKU』を発表。
- 1996年　9月21日、2ndアルバム『NUNCHAKURA』を発売。
- 1997年　8月30日、AIR JAM '97に出演。9月5日、3rdアルバム『都部ふぶく』を発売。
- 1998年　1月18日の赤坂BLITZでの、1月25日の柏ALIVEでの公演を以て解散。解散理由は、「飽きたから」であった[5]。
- 2007年　9月15日に恵比寿LIQUIDROOM(w/DEATH FILE、GARLICBOYS、サンボマスター)にて、9月29日に柏ALIVE(w/DEATH FILE、Deepslauter、ZILLION、AFFORD)にて再結成ライブを行う。両日のライブ映像は後にDVD化された。
- 2014年　9月12日に川崎CLUB CITTA'にて行われた『YOKO Fest The Final「ヨコちゃん逝ったよ～全員集合！！」』にて、一夜限りの再結成ライブを行う。
- 2022年　12月3日にSOUND STUDIO M柏店(w/Only The Last Song、The Coastguards、BLINDSIDE、Deepslauter)にて、12月4日に柏ALIVE(w/BRAHMAN)にて、再結成ライブを行う。

## メンバー
向達郎 (Vo) 大
1976年生まれ。千葉県我孫子市出身。解散後、DUFFLES、POWER GERMANYS、PLAY DYNAMICSを経て、現在はkamomekamomeにて活動中。また、yuvikirizukei名義でデザインも行う。もう一人のボーカルのクニとは小学校からの友人。

岡田“クニ”邦晴 (Vo) 小
解散後、POWER GERMANYS、束(TAVAT)を経て、現在は志茂田カゲッキーズにて活動中。

溝口“ゴッチン”和紀 (G)
解散後、cocobat、SUPERHYPEを経て、現在はLUNA SEAのベーシスト、Jのソロプロジェクトにて活動中。

小島淳 (B)

飯泉良平 (Dr)

## ディスコグラフィ

### シングル

#### スプリットシングルレコード
- ヌンチャク VS イエロー・マシンガン（1996年8月23日発売、RTOE-5）

#### スプリットシングル
- VISION OF DISORDER/ヌンチャク（1997年/再発：2002年3月1日発売）

### DVD
- Reunion Live LIQUID OR ALIVE（2008年2月20日、XQCX-92001）

### コンプリートボックス
- ヌンチャク・アーカイヴス～もうふぶかない～（2007年8月29日発売、XQCX-91001）

## エピソード
- ラッパーのJin Doggが、2017年に発表した『2nd High』収録の『the Break』において『都部ふぶく』の歌詞をサンプリングした。
- 2020年公開の映画『VIDEOPHOBIA』（監督：宮崎大祐）のエンディングテーマとしてDJ BAKUが発表した『VIDEOPHOBIA feat. Jin Dogg,Nunchaku(Tatsuro Mukai,Kuni),Tomy Wealth』において、向とクニが共演した。
- 志茂田カゲッキーズが2022年に発表した『シティポップは聞こえない』収録の『心の声を feat.向達郎』において、向とクニが共演した。